# Scott Flansburg
Scott Flansburg (n. 28 decembrie 1963) este un american celebru pentru capacitatea sa de a efectua calcule, motiv pentru care mai este supranumit calculatorul uman.
Pentru această abilitate a intrat în Cartea Recordurilor.
Apare în diverse emisiuni TV și a scris câteva cărți, printre care: Math Magic for your Kids, Math Magic Revised Edition, Mathletics și The Human Calculator.